# Chính sách tôn giáo tách biệt ở Pháp

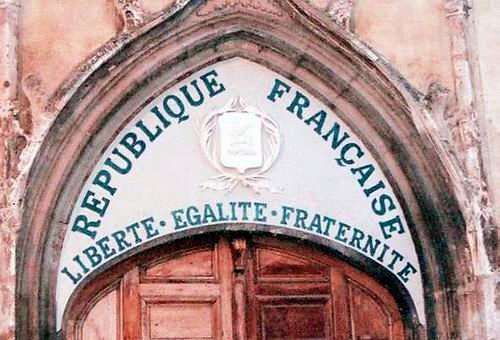
Khẩu hiệu của Cộng hòa Pháp trên cổng một nhà thờ ở Aups thuộc tỉnh Var, Provence-Alpes-Côte d'Azur

Chính sách tôn giáo tách biệt (tiếng Pháp: 'laïcité', đọc là laisite) là mô hình nhà nước thế tục mà có sự tách biệt của giáo hội và nhà nước. Điều này có nghĩa là các tôn giáo không can thiệp vào các hoạt động nhà nước, và chính phủ cũng không xía vào các hoạt động tôn giáo, coi như có sự tách biệt giữa tôn giáo và chính trị. Chủ nghĩa thế tục của Pháp đã có một lịch sử lâu đời, nhưng chế độ hiện thời dựa trên luật mà tách biệt giáo hội với nhà nước 1905. Trong thế kỷ 20 nó phát triển đưa tới sự bình đẳng của tất cả các đạo giáo. Từ laïcité đã được dùng ở Pháp từ 1842.

## Lịch sử
Từ laïcité được phổ biến 1871 bởi nhà sư phạm Pháp, mà cũng đã được giải thưởng Nobel, Ferdinand Buisson, mà cổ vũ cho một nền giáo dục học đường phi tôn giáo. 1905 ở Pháp luật tách biệt giáo hội và nhà nước được ban hành, do sự dấn thân của đại biểu mà sau này trở thành thủ tướng Aristide Briand. Ảnh hưởng của vụ Dreyfus đưa tới những cuộc tranh cãi dữ dội ở Pháp kết quả là đa số đại biểu quốc hội đồng ý cho thông qua luật này. Như vậy, cái nguyên tắc mà Buisson đề ra đã được thực hành. Từ laïcité tuy nhiên mãi tới 1946 mới được sử dụng trong hiến pháp Pháp. Từ đó Pháp là république laïque. Laïcité ngoài nghĩa tách biệt giữa tôn giáo và nhà nước còn là nguyên tắc bình đẳng và sự tôn trọng giữa các tôn giáo với nhau và sự trung lập của nhà nước.. Chính sách tôn giáo tách biệt ở Pháp khởi nguồn là để bảo vệ nhà nước từ những ảnh hưởng không tốt từ giáo hội, tuy nhiên ở các nước khác sự tách biệt giữa tôn giáo và nhà nước như ở Hoa Kỳ cũng là để bảo vệ tôn giáo không bị gây ảnh hưởng bởi nhà nước cho những mục đích chính trị và dùng nó để gây ảnh hưởng tới xã hội.